# Großsteingräber bei Dänisch-Nienhof
Die Großsteingräber bei Dänisch-Nienhof sind eine Gruppe von megalithischen Grabanlagen der jungsteinzeitlichen Trichterbecherkultur bei Dänisch-Nienhof, einem Ortsteil von Schwedeneck im Kreis Rendsburg-Eckernförde in Schleswig-Holstein. Westlich liegen die Großsteingräber bei Birkenmoor.

## Langbett/Steinreihe (aKD-ALSH-Nr.003479)
Dieses Langbett bzw. diese Steinreihe (54,48073° N, 10,10258° O) befindet sich westlich von Dänisch-Nienhof auf einer Wiese.  Um 1950 unter der Sprockhoff-Nummer 115 verzeichnet, am 24. Juni 1971 von der Gemeinde Schwedeneck unter der Denkmalbuch-Nummer 5 unter Schutz gestellt und am 20. Juli 2015 als archäologisches Kultur-Denkmal vom Archäologischen Landesamt Schleswig-Holstein unter der aKD-ALSH-Nr. 003 479 in die Denkmal-Liste aufgenommen.
Diese/s Langbett/Steinreihe besitzt ein annähernd ost-westlich orientiertes Hünenbett mit einer Länge von 26 m und einer Breite von 5 m. Bei der archäologischen Untersuchung 1950 von Ekkehard Aner waren von der Umfassung noch zwei Steine an der Südseite erhalten. In der Mitte des Betts liegt die Grabkammer. Es handelt sich um einen ost-westlich orientierten Urdolmen mit einer Länge von 2 m, einer Breite von 0,6 m und einer Höhe von 0,65 m. 1950 waren noch zwei Wandsteine an den Langseiten und je ein Abschlussstein an den Schmalseiten in situ erhalten. Die Decksteine fehlten. Die beiden Wandsteine der Südseite und der westliche Wandstein der Nordseite waren längs statt hochkant gestellt. Der Kammerboden wies ein Pflaster aus dünnen Steinplatten und einer darüber liegenden Schicht aus kleinen Steinen auf. Aner konnte bei seiner Grabung weder Bestattungs-Reste noch Beigaben ausmachen. Mittlerweile scheint sich der Zustand des Grabes verschlechtert zu haben. Die beiden Umfassungs-Steine sind verschwunden und von der Kammer ist offenbar nur noch ein Stein erhalten.

## Großsteingrab (Rundhügel) (aKD-ALSH-Nr.003480)
Dieses Großsteingrab (54,4816° N, 10,10111° O) befindet sich westlich von Dänisch-Nienhof mitten im Wald. Ein allgemein gehaltenes Schild weist darauf hin.

## Langbett/Steinreihe (aKD-ALSH-Nr.003478)
Nordwestlich von Mariannenhof, nordwestlich der Kreuzung K22, Kieler Straße, und K16, Stohler Landstraße, befindet sich dieses Langbett bzw. diese Steinreihe (54,46341° N, 10,11337° O). Sie ist unter der Sprockhoff-Nummer 116 verzeichnet, wurde am 15. November 1967 von der Gemeinde Schwedeneck unter der Denkmalbuch-Nummer 8 unter Schutz gestellt und am 20. Juli 2015 als archäologisches Kultur-Denkmal vom Archäologischen Landesamt Schleswig-Holstein unter der aKD-ALSH-Nr. 003 478 in die Denkmal-Liste aufgenommen.
Diese Anlage besitzt ein annähernd ost-westlich orientiertes Hünenbett, dessen Maße sich nicht genau bestimmen lassen. Ernst Sprockhoff konnte 1936 noch neun Umfassungssteine an der südlichen und vier an der nördlichen Langseite sowie drei an der östlichen Schmalseite feststellen. Die Steine an der Südseite verliefen auf einer Strecke von 15 m. Bei der Grabkammer handelte es sich um einen nord-südlich orientierten erweiterten Dolmen mit einer Länge von 1,5 m und einer Breite von 0,7 m. 1936 waren noch zwei Wandsteinpaare an den Langseiten und der nördliche Abschlussstein erhalten. Der südliche Abschlussstein und die Decksteine fehlten. Auch der Zustand dieser Anlage hat sich weiter verschlechtert. Es sind mittlerweile nur noch wenige Umfassungssteine erhalten und die Kammer ist nicht mehr zu erkennen.

## Langbett/Steinreihe (aKD-ALSH-Nr.003476)
Westlich von Mariannenhof, westlich der Kreuzung K22, Kieler Straße, und K16, Stohler Landstraße, zugänglich über eine nach Nordwesten abgehende gerade von der K16 abgehende Sackgasse, befindet sich dieses Langbett bzw. diese Steinreihe (54,46182° N, 10,10831° O). Es liegt nur 370 Meter südwestlich von aKD-ALSH-Nr. 003 478. Es ist unter der Sprockhoff-Nummer 117 verzeichnet, wurde am 15. November 1967 von der Gemeinde Schwedeneck unter der Denkmalbuch-Nummer 8 unter Schutz gestellt und am 20. Juli 2015 als archäologisches Kultur-Denkmal vom Archäologischen Landesamt Schleswig-Holstein unter der aKD-ALSH-Nr. 003 476 in die Denkmal-Liste aufgenommen.
Diese Anlage besitzt ein nordost-südwestlich orientiertes Hünenbett mit einer Länge von 15 m und einer Breite von 6 m. Die Umfassung ist nicht mehr vollständig erhalten. Sprockhoff konnte 1936 noch elf Steine an der nordwestlichen und sieben an der südöstlichen Langseite sowie vier an der südwestlichen Schmalseite ausmachen. Das Bett beinhaltet zwei Grabkammern, die beide als erweiterte Dolmen einzuordnen sind. Die erste Kammer liegt etwa westlich der Mitte der Betts und ist nordwest-südöstlich orientiert. Sie hat eine Länge von 1,8 m und eine Breite von 0,9 m. Es sind noch zwei Wandsteine an der nordöstlichen und einer an der südwestlichen Langseite sowie der nordwestliche Abschlussstein erhalten. Der nordwestliche Stein der Südwestseite sowie der südöstliche Abschlussstein fehlen. Von den zwei Decksteinen ist einer ins Innere der Kammer gesunken und einer nach Südosten verschleppt. Die zweite Kammer liegt im Nordosten des Betts und ist nord-südlich orientiert. Sie hat eine Länge von 2 m und eine Breite zwischen 0,8 m und 0,9 m. Es sind zwei Wandsteinpaare an den Langseiten in situ erhalten. Der nördliche Abschlussstein ist nach Norden verschleppt, der südliche fehlt. Wahrscheinlich besaß die Kammer nur einen Deckstein. Dieser ist nach Südosten verschleppt.